# Viande d'iguane

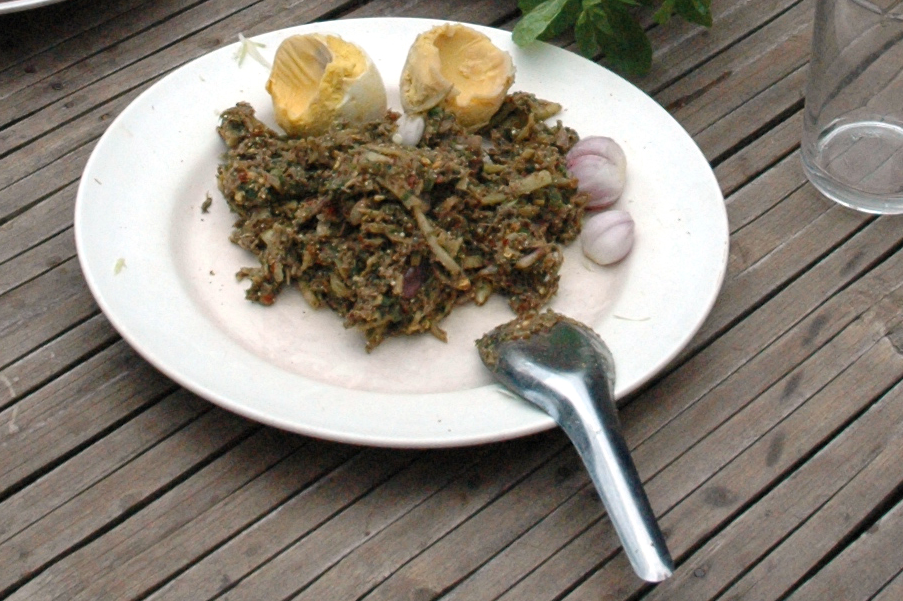
Assiette à base de viande et d'œufs d'iguanes.

La viande d'iguane a une importance historique dans les traditions culinaires du Mexique et de l'Amérique centrale, en particulier dans les États de Jalisco, Michoacán et Colima, tous les trois situés au Mexique. Dans le livre de Fray Sahagún, Histoire générale des choses de la Nouvelle-Espagne, Sahagún mentionne l'iguane comme un plat traditionnel de l'Ouest du Mexique et le décrit comme un plat savoureux lorsqu'il est bien préparé. La viande d'iguane est légale aux États-Unis et dans d'autres pays, l'importation est cependant fortement régulée en raison de la Convention sur le commerce international des espèces de faune et de flore sauvages menacées d'extinction (CITES).
Il y a une préférence marquée pour la consommation de l'iguane vert (Iguana iguana) par-rapport à l'iguane noir (Ctenosaura pectinata) dans la région, bien que les deux soient mangés. L'iguane vert mexicain est une espèce qui se raréfie en raison de la destruction de son habitat naturel.
La préparation de la viande d'iguane requiert l'étuvage de celle-ci dans de l'eau salée pendant vingt à trente minutes avant de la rôtir ou de la cuire. On peut faire du pozole, de la birria, des tacos ou des flautas avec de la viande d'iguane. On peut également la manger avec du mole, ou la faire sauter avec des amandes.